# Ghorbati
Ghorbati é um grupo étnico do Afeganistão, que vive disperso. A maioria fala uma língua chamada ghorbati ou cazulagi, que pertence ao grupo iraniano da família linguística indo-europeia. Alguns falam uma língua não especificada chamada de magadi. Praticamente todos os ghorbati adultos são bilingues ou trilingues, utilizando o pashto ou dari (o persa falado no Afeganistão), além de sua própria língua.
Os ghorbati são muçulmanos xiitas. Segundo algumas fontes, alguns deles são sunitas da escola de Hanafi. São itinerantes, ou seja, nômades não pastores. A principal ocupação é o comércio.